# Хоронхой
Хоронхо́й (бур. Харанхы) — посёлок в Кяхтинском районе Бурятии. Образует сельское поселение «Хоронхойское».
В посёлке располагается станция Харанхой на южной линии Восточно-Сибирской железной дороги Улан-Удэ — Наушки.

## География
Посёлок расположен на западе района, в 35 км от Кяхты, на правобережье Селенги, у старицы реки, в 1,5 км от главного русла; окружён холмами, лесистыми с одной стороны, и степными — с другой.
Ближайшие населённые пункты — село Усть-Кяхта (15 км к северо-востоку), посёлок Наушки (10 км южнее).

## История
Улус Харанхой (от бур. харанхы — тёмный) образовался в начале 1930-х годов в период коллективизации в СССР. К 1939 году близ улуса появилась одноимённая железнодорожная станция на новой южной ветке ВСЖД Улан-Удэ — Наушки. В начале 1950-х годов был построен Хоронхойский комбикормовый завод, запущен Кяхтинский плавико-шпатовый рудник, где добывали флюорит для оборонной промышленности. С двумя промышленными предприятиями улус получил статус рабочего посёлка Хоронхой. В посёлке находилась колония для заключенных.
В ноябре 2009 года в Хоронхое открылась пожарная часть, которая обслуживает также Наушки и Усть-Кяхту. В 2010—2011 годах на станции Харанхой ООО «Угольный разрез», разрабатывающий Окино-Ключевское месторождение бурых углей, построил погрузочный участок, осуществляющий поставки угля на Гусиноозёрскую ГРЭС.

## Население
| 2002  | 2006  | 2010  | 2012  | 2013  | 2014  | 2015  |
| ----- | ----- | ----- | ----- | ----- | ----- | ----- |
| 2441  | ↘2134 | ↘2041 | ↘1971 | ↘1950 | ↘1932 | ↘1904 |
| 2016  | 2017  | 2018  | 2019  | 2020  | 2021  | 2023  |
| ↘1868 | ↗1906 | ↘1892 | ↘1864 | ↗1889 | ↘1709 | ↘1696 |
| 2024  |       |       |       |       |       |       |
| ↘1630 |       |       |       |       |       |       |

## Транспортные коммуникации
Через поселок проходит железная дорога «Улан-Удэ—Наушки» со станцией Харанхой.
Рейсовый автобус «Кяхта — Усть-Кяхта — Харанхой».
Маршрутное такси «Кяхта — Усть-Кяхта — Харанхой».

## Социальная инфраструктура
- две школы
- филиал Бурятского республиканского техникума строительных и промышленных технологий
- детский сад
- врачебная амбулатория
- библиотека
- дом культуры

## Экономика
Многие жители содержат приусадебные хозяйства, разводят крупно-рогатый скот, работают на железной дороге.

## Достопримечательности
- Субурган «Лхабаб Чодден» на горе Алтан Ургаач.
- Могильник Верхний Хоронхой — плиточные могилы бронзового века.
- Петроглифы Хоронхой — копыта коня, коровы и барана, выбитые на плите.
- Погребение Хоронхой — одиночная плиточная могила.
- Стоянка Хоронхой — дюнная палеолитическая стоянка.

## Люди, связанные с посёлком
- Попов Григорий Иванович — ветеран войны, награждён орденом «Отечественной войны» и медалями.
- Сунграпов Гомбо Дабаевич (1938—1996), ветеран труда, знатный работник автомобильного транспорта, награждён орденом «Знак Почёта» и медалями.
- Попов Сергей Константинович (1930—1995) — заслуженный мастер спорта, чемпион СССР и Европы по марафонскому бегу, участник Римской Олимпиады 1960 года.
- Пестерев Андрей Александрович (12.11.1965) — мастер спорта СССР по вольной борьбе, заслуженный работник физической культуры Республики Бурятия.
- Татарников Алексей Михайлович (05.10.1961) — мастер спорта СССР по вольной борьбе, генеральный директор артели старателей «Енисейзолото».
- Гыгмытова Александра Батуевна (08.03.1953) — учитель высшей категории, лауреат премии Сороса, заслуженный учитель Республики Бурятия.
- Гришина Антонина Ивановна (16.05 1933) — ветеран педагогического труда, отличник народного просвещена, заслуженный учитель школы России.